# Віктор Весково
Віктор Ленс Весково (нар. 1966) — американський бізнесмен, відставний морський офіцер та підводний дослідник. Співзасновник і керуючий партнер приватної інвестиційної компанії Insight Equity Holdings. Він відвідав найглибші точки всіх п'яти океанів Землі під час «Експедиції п'яти глибин» 2018—2019 років.

## Ранні роки життя
Весково виріс у Далласі, штат Техас, де закінчив Техаську школу св. Марка. Він здобув ступінь бакалавра з економіки та політичних наук у Стенфордському університеті, ступінь магістра в галузі оборони та контролю над озброєннями (політологія) у Массачусетському технологічному інституті та ступінь бакалавра в Гарвардській бізнес-школі.

## Діяльність
У 2002 році Весково став співзасновником приватної акціонерної компанії Insight Equity, що спеціалізується на оборонній, аерокосмічній і електронній промисловості. У 2013 році пішов у відставку з Військово-морського резерву США, пропрацювавши більше двадцяти років оперативним розвідником на різних посадах по всьому світу, в тому числі брав участь в походах на авіаносці Німіц.
У 2018 році Весково розпочав експедицію «П'ять глибин», метою якої було ретельно скласти карту та відвідати дно всіх п'яти світових океанів до кінця вересня 2019 року. [4] [5] Цю мету було досягнуто за місяць до запланованого терміну і команда експедиції успішно провела біологічні відбір проб та підтвердження глибини у кожному місці. Окрім найглибших точок п'яти світових океанів, експедиція також здійснила занурення в глибину Горизонт та глибину Сірена та нанесла карту зони перелому Діамантіна.

## Експедиція в глибини п'яти океанів

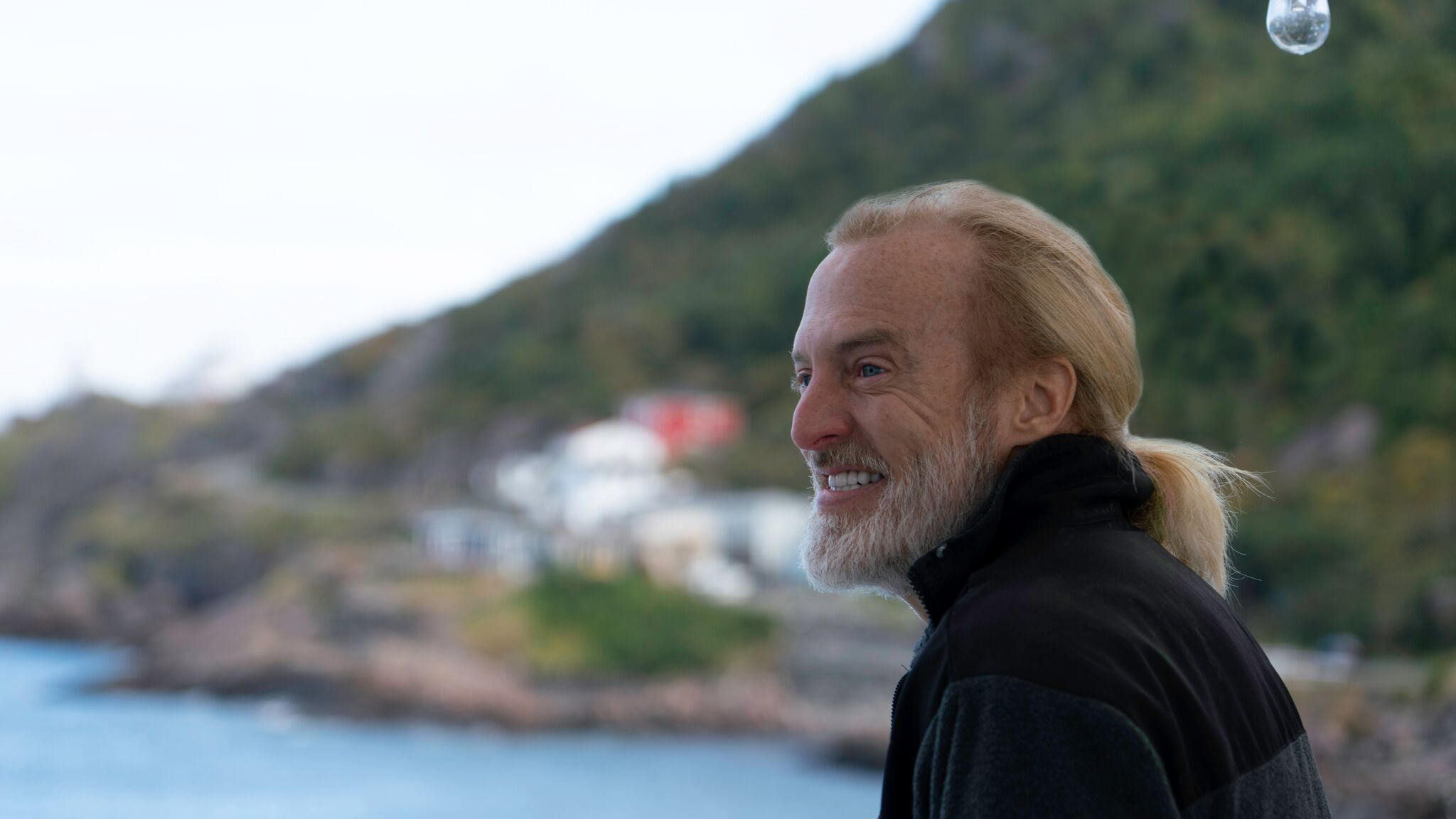
Віктор Весково під час експедиції «П'ять глибин»

У грудні 2018 року він став першою людиною, яка досягла найглибшої точки Атлантичного океану дна жолоба Пуерто-Рико (8 375 метрів).
4 лютого 2019 року він став першою людиною, яка занурилась до дна Південного океану, в південній частині Південної Сандвічевої западини. Для цієї спроби експедиція використовувала багатопроменеву гідравлічну систему Kongsberg EM124 — найдосконалішу в цивільному використанні на той час — для досягнення найточнішого картографування траншеї на сьогоднішній день.
16 квітня 2019 року Весково пірнув на дно Зондської западини, південніше від острову Балі, дійшовши до найглибшої точки Індійського океану. Команда Віктора Весково повідомила про відкриття того, що, на їх думку, було новим для науки видом, включаючи равлика-гадала та певного желатинового організма, який, як вважають, є стеблистим асцидаєм. Згодом те саме занурення здійснили Патрік Лейхі, президент підводних човнів Тритон, і головний вчений експедиції доктор Алан Джеймісон. Це занурення було організоване після сканування зони розлому Діамантина використовуючи багатопроменевий гідролокатор, підтверджуючи, що Зондська западина була глибшою, і завершуючи дискусію про те, де є найглибша точка Індійського океану.
28 квітня 2019 року, Віктор Весково спустився майже на глибину 11 км до найглибшої місця в океані — западини Челенджер, яка є найглибшою частиною Маріанської западини. Під час першого спуску він досяг глибини 10 928 м, що є світовим рекордом. Занурившись вдруге 1 травня, він став першою людиною, яка двічі занурилася на дно западини Челенджер, виявивши «принаймні три нових види морських тварин» і «якісь пластикові відходи». Серед підводних істот, яких зустрічав Весково, були равлик на глибині 8 250 м та черв'як-ложка на майже 7000 м. 7 травня 2019 року Весково та Джеймісон здійснили перше глибоководне занурення на глибину Сирени — третю найглибшу точку океану, що лежить приблизно в 128 милях на північний схід від западини Челенджер. Час, який вони провели там, становив 176 хвилин; серед зразків, які вони дістали, був шматок мантійної породи із західного схилу Маріанської западини.
10 червня 2019 року, Віктор Весково досягли дна найглибшої ділянки западини Тонга (западина Горизонт), підтверджуючи, що це друга найбільша глибока точка на планеті і найглибша точка в Південній півкулі з глибиною — 10,823 м. Роблячи це, Весково спустився до першої, другої та третьої найглибших точок океану. На відміну від занурень в Маріанську та Зондську западини, в жолобі Тонга не було виявлено ознак забруднення товщі океану людиною.
Весково завершив експедицію «П'ять глибин» 24 серпня 2019 року, коли досяг глибини 5550 м на дні западини Моллой (Розлом у Гренландському морі) в Північному Льодовитому океані. Він став першою людиною, яка занурилась в цьому місці.

## Інші рекорди
Віктор Весково завершив Великий шлем мандрівника, що включає сходження на сім найвищих вершин усіх материків та самостійне досягнення Північного та Південного полюсів. Еверест він підкорив 24 травня 2010 р.